# Beroep op vleierij
Een beroep op vleierij is een drogreden waarbij een persoon vleierij en overdreven complimenten gebruikt in een poging om een beroep te doen op de ijdelheid van zijn publiek om steun voor zijn positie te winnen. Het is ook wel bekend als beroep op trots, beroep op ijdelheid of argumentum ad superbiam. Het beroep op vleierij is een subtype van het beroep op emotie.
Vleierij wordt vaak gebruikt om de ware bedoeling van een idee of voorstel te verhullen. Iemand prijzen biedt een tijdelijke persoonlijke afleiding die iemands beoordelingsvermogen kan verzwakken. Bovendien is het vaak een sluwe vorm van een argumentum ad consequentiam, omdat het publiek wordt gevleid zo lang men voldoet aan het verzoek van de vleier.
Voorbeelden:
- "Iemand die zo slim is als jij zal toch zeker wel inzien dat dit plan briljant is?" (als men het plan niet zou aannemen, is dat een stilzwijgende erkenning van domheid)
- "Is er ook een sterke man die dit even voor mij kan sjouwen?" (geen demonstratie van fysieke kracht aannemen, wordt een stilzwijgende erkenning van slapheid gemaakt)

In de praktijk kan dit werken, zolang men accepteert dat het vleiende gedeelte slechts een nevenschikkend argument is, omdat hetgeen de spreker wil bereiken er niet per se uit volgt (non sequitur). Een weigerend antwoord dat de vleierij niet ontkent kan zijn: "Ik ben misschien..., maar dat wil nog niet zeggen dat ik voor jou..."
Het is echter niet per se een drogreden wanneer het compliment oprecht is en rechtstreeks gerelateerd is aan het argument. Voorbeeld:
- "Jij bent een ongelofelijk knappe meid – je zou een model moeten worden."